# Wskaźnik Maddreya
Wskaźnik Maddreya, DF (ang. modified Maddrey's Discriminant Function) – wskaźnik rokowniczy w alkoholowym zapaleniu wątroby, opisany przez Maddreya i Boitnotta.
Nadmierne spożywanie alkoholu prowadzi do alkoholowego zapalenia wątroby, marskości wątroby, a w konsekwencji do niewydolności tego narządu.
Wzór na obliczanie wskaźnika:
DF = ( PT [s] – prawidłowy PT [s] ) x 4,6 + bilirubina [mg/dl].
lub
DF = ( PT [s] – prawidłowy PT [s] ) x 4,6 + bilirubina [μmol/l] / 17
gdzie:
- DF – wskaźnik rokowniczy (czynnik dyskryminujący)
- PT – czas protrombinowy
- bilirubina – stężenie bilirubiny

Wartość DF > 32 oznacza ciężki stan kliniczny i duże ryzyko zgonu w ciągu 30 dni (35-45%).